# Línia d'equinoccis
La línia d'equinoccis és la intersecció de l'Equador celeste amb l'eclíptica. La intersecció d'aquesta línia amb l'esfera celeste són els punts equinoccials. Es diu punt vernal o punt Àries, al punt on es projecta el Sol en passar de l'hemisferi sud al nord i és una de les dues interseccions amb l'esfera celeste de la línia d'equinoccis. En virtut de la precessió dels equinoccis aquesta línia retrògrada 50,25 "/ any donant una volta en sentit horari en un període de 25.800 anys.